# Trào lưu nghệ thuật
Trào lưu mỹ thuật hay trường phái mỹ thuật là một xu hướng hoặc phong cách mỹ thuật tuân theo một mục đích hoặc triết lý cụ thể, trào lưu mỹ thuật được những nhóm các nghệ sĩ theo đuổi trong một khoảng thời gian nhất định. Trong mỹ thuật phương Tây, khái niệm trào lưu mỹ thuật có vai trò phân loại quan trọng, đặc biệt là cho mỹ thuật phương Tây thế kỷ 20 vì có rất nhiều trào lưu và nhóm nghệ sĩ khác nhau coi họ là trào lưu mang tính tiên phong. Khi triết lý của trào lưu không chỉ dừng lại ở các hình thức nghệ thuật thị giác như hội họa, điêu khắc, kiến trúc mà còn là một phần của trào lưu nghệ thuật lớn hơn trong văn học, âm nhạc, trào lưu mỹ thuật thường được coi là một phần của trào lưu hay chủ nghĩa nghệ thuật.

## Trào lưu mỹ thuật phương Tây
Mỹ thuật phương Tây thường được đánh dấu bằng thời kỳ Phục Hưng mà tiên phong là các họa sĩ và nhà điêu khắc Ý. Dưới đây là danh sách các trào lưu mỹ thuật chính của phương Tây từ thời kỳ Phục Hưng đến cuối thế kỷ 20.
| Thời gian               | Trào lưu                             | Đại diện tiêu biểu |
| ----------------------- | ------------------------------------ | --- |
| g. TK 15 - g. TK 16     | Chủ nghĩa Phục hưng                  | Giotto di Bondone, Botticelli, Leonardo da Vinci, Michelangelo, Raphael, Titian (Ý), Jean Fouquet (Pháp), Albrecht Dürer (Đức) |
| g. TK 16 - d. TK 17     | Nghệ thuật kiểu cách                 | Pontormo, Giulio Romano, Bronzino (Ý), Le Greco (Tây Ban Nha), Ambroise Dubois (Pháp), Cornelisz Van Haarlem (Hà Lan) |
| c. TK 16 - d. TK 18     | Chủ nghĩa Cổ điển                    | Annibale Carrache, Guido Reni, Domenico Zampieri (Ý), Nicolas Poussin, Philippe de Champaigne, Charles Le Brun (Pháp) |
| c. TK 16 - g. TK 17     | Trường phái Caravagio                | Caravagio, Orazio Borgianni, Bartolomeo Manfredi (Ý), Diego Velázquez (Tây Ban Nha), Valentin, Georges de La Tour (Pháp), Dirck Van Baburen (Hà Lan)                                                                                                |
| g. TK 17 - g. TK 18     | Trường phái Baroque                  | Pietro Berrettini, Giovanni Lanfranco, Baciccio, Andrea Pozzo (Ý), Pierre Paul Rubens (Hà Lan) |
| d. TK 18 - c. TK 18     | Trường phái Rococo                   | Giambatista Tiepolo (Ý), Antoine Watteau, François Boucher (Pháp) |
| g. TK 18 - d. TK 19     | Chủ nghĩa Tân cổ điển                | Jean-François Peirre Peyron, Jacques Louis David (Pháp), Anton Raphael Mengs (Đức), Gavin Hamilton (Anh) |
| d. TK 19 - g. TK 19     | Chủ nghĩa Lãng mạn                   | Antoine-Jean Gros, Théodore Géricault, Jean Auguste Dominique Ingres, Eugène Delacroix (Pháp), Francisco Goya (Tây Ban Nha), Johann Heinrich Füssli, Joseph Mallord William Turner, William Blake (Anh)                                             |
| c. TN 1820 - d. TN 1860 | Trường phái Barbizon                 | Théodore Rousseau, Jean-François Millet (Pháp) |
| c. TN 1840 - g. TN 1870 | Chủ nghĩa Kinh viện                  | Alexandre Cabanel, Dominique Papety, Jean-Léon Gérôme, Paul Baudry (Pháp) |
| d. TN 1850 - c. TN 1890 | Chủ nghĩa Hiện thực                  | Jean-François Millet, Gustave Courbet (Pháp), Ilya Efimovitch Repin (Nga), Jozef Israels (Hà Lan) |
| d. TN 1850 - c. TN 1890 | Chủ nghĩa Ấn tượng                   | Camille Pissarro, Edouard Manet, Edgar Degas, Paul Cézanne, Alfred Sisley, Claude Monet, Pierre-Auguste Renoir, Paul Gauguin, Henri Toulouse-Lautrec (Pháp), Vincent Van Gogh (Hà Lan), Johann Heinrich Füssli, Joseph Mallord William Turner (Anh) |
| d. TN 1880 - c. TN 1890 | Trường phái Tự nhiên                 | Jules Bastien-Lepage, Adolf Roll, Jean-Charles Cazin (Pháp), Max Liebermann (Đức), Constantin Meunier (Bỉ) |
| TN 1880                 | Glasgow Boys                         | William York Macgregor, John Lavery, George Henry, James Guthrie (Scotland) |
| TN 1880                 | Trường phái Hồn nhiên                | Douanier Rousseau, Séraphine de Senlis, Camille Bombois (Pháp) |
| d. TN 1880 - d. TN 1900 | Chủ nghĩa Tân ấn tượng               | Camille Pissarro, Georges-Pierre Seurat, Paul Signac (Pháp), Théo Van Rysselberghe (Bỉ) |
| TN 1890                 | Trường phái Tượng trưng              | Pierre Puvis de Chavannes, Gustave Moreau (Pháp), Adria Gual-Queralt (Tây Ban Nha), Edward Burne-Jones (Anh), Edvard Munch (Na Uy), Martiros Sergeievitch Sarian (Nga), Arnold Böcklin (Thụy Sĩ)                                                    |
| TN 1890                 | Trường phái Pont-Aven                | Paul Gauguin, Paul Sérusier (Pháp) |
| c. TN 1890              | Art nouveau                          | Otto Eckmann (Đức), Gustav Klimt (Áo), Jan Toorop (Hà Lan) |
| d. TN 1900 - d. TN 1930 | Chủ nghĩa Biểu hiện                  | Chaïm Soutine (Pháp), Ernst Ludwig Kirchner, Erich Heckel (Đức), Oskar Kokoschka, Egon Schiele (Áo), Alexei von Jawlensky (Nga) |
| TN 1900                 | Trường phái Dã thú                   | Henri Matisse, Maurice De Vlaminck, Georges Braque, André Derain (Pháp) |
| d. TN 1900 - c. TN 1910 | Trường phái Lập thể                  | Georges Braque, Albert Gleizes, Jean Jean Metzinger (Pháp), Pablo Picasso, Juan Gris (Tây Ban Nha) |
| c. TN 1900 - c. TN 1920 | Trường phái Vị lai                   | Giacomo Balla, Gino Severini, Umberto Boccioni (Ý) |
| c. TN 1900 - c. TN 1920 | Chủ nghĩa Trừu tượng                 | Vasily Kandinsky, Kazimir Severinovitch Malevitch (Nga), Piet Mondrian (Hà Lan) |
| d. TN 1910 - g. TN 1920 | Chủ nghĩa Dada                       | Marcel Duchamp (Pháp), Man Ray (Hoa Kỳ) |
| TN 1920                 | Art déco                             | André Lhote, Jean Dupas (Pháp), Pablo Picasso (Tây Ban Nha), Tamara de Lempicka, Alexandre Alexandrovitch Deineka (Nga), Charles Meere (Anh), Charles Sheeler (Hoa Kỳ)                                                                              |
| d. TN 1920 - g. TN 1940 | Chủ nghĩa Siêu thực                  | René Magritte (Bỉ), Joan Miró, Salvador Dalí, Antoni Tàpies (Tây Ban Nha), Dado (Nam Tư), Josef Sima, Adolf Hoffmeister (Tiệp Khắc) |
| d. TN 1930 - c. TN 1980 | Chủ nghĩa Hiện thực xã hội chủ nghĩa | Boris Mikhailovitch Koustodiev, Issak Izrailevitch Brodski, Aleksandr Mikhailovitch Guerassimov, Alexandre Alexandrovitch Deineka (Liên Xô) |
| d. TN 1940 - c. TN 1950 | Trường phái Biểu hiện trừu tượng     | Willem De Kooning, Arshile Gorky, Marl Rothko, Franz Kline, Clifford Still (Hoa Kỳ) |
| g. TN 1940 - g. TN 1950 | Action Painting                      | Willem De Kooning, Franz Kline, Jackson Pollock (Hoa Kỳ) |
| g. TN 1950 - c. TN 1960 | Pop art                              | Roy Lichtenstein, Andy Warhol (Hoa Kỳ), Ronald Kitaj (Anh) |

## Hình ảnh

Mona Lisa của Leonardo da Vinci, tác phẩm tiêu biểu của chủ nghĩa Phục Hưng
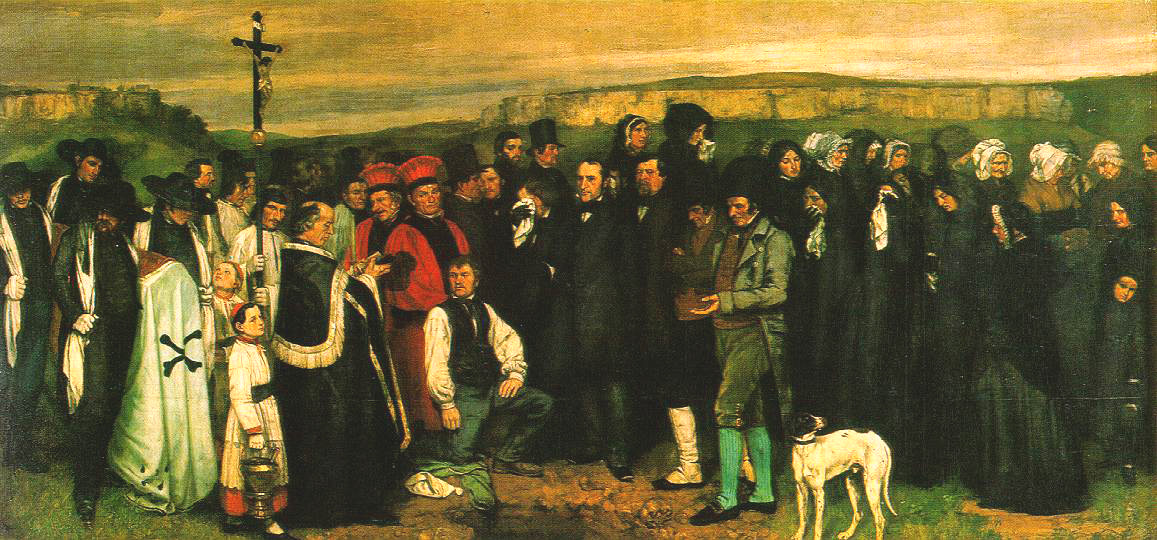
Đám tang ở Ornans của Gustave Courbet, tác phẩm tiêu biểu của chủ nghĩa Hiện thực
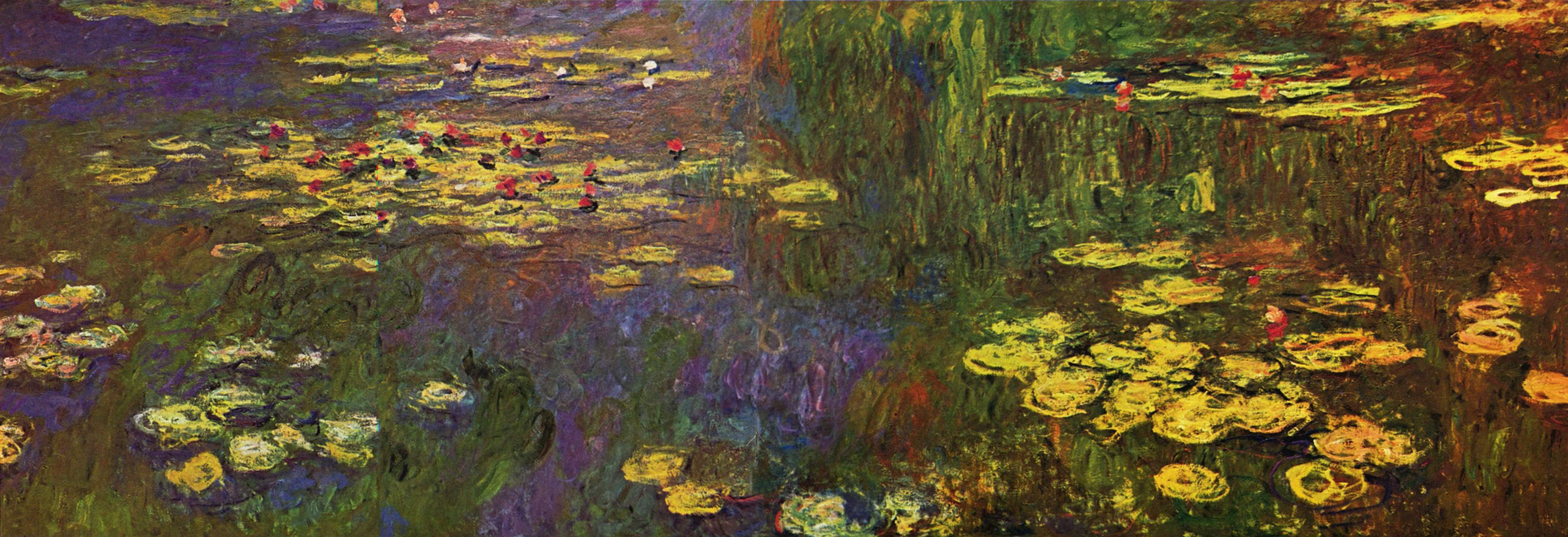
Hoa súng của Claude Monet, tác phẩm tiêu biểu của chủ nghĩa Ấn tượng